# Sophie Lang Goes West
Sophie Lang Goes West è un film del 1937 diretto da Charles Reisner.
È un film poliziesco statunitense a sfondo drammatico e romantico con Gertrude Michael, Lee Bowman e Sandra Storme. È basato sui personaggi dei racconti scritti da Frederick Irving Anderson.

## Produzione
Il film, diretto da Charles Reisner su una sceneggiatura di Doris Anderson, Brian Marlow e Robert Wyler con il soggetto di Frederick Irving Anderson, fu prodotto da Ted Tetzlaff per la Paramount Pictures e girato nei Paramount Studios a Hollywood, Los Angeles, California. Il titolo di lavorazione fu Sophie Lang in Hollywood.

## Distribuzione
Il film fu distribuito negli Stati Uniti dal 10 settembre 1937 al cinema dalla Paramount Pictures.
Altre distribuzioni:
- in Portogallo il 18 ottobre 1939 (Sophie Lang em Hollywood)
- in Austria (Juwelenraub im Westexpreß)
- in Brasile (Miss Lang em Hollywood)

## Promozione
Le tagline sono:
- " "You'd be a nice girl, Sophie...if you weren't such a crook!" ".
- " A gay adventure in which romance gives the famous Sophie a little competition! ".
- " She has her eye on the Star Diamond...but so have several other crooks! ".
- " YOU'VE GOT TO HAND IT TO SOPHIE...if you don't, she'll take it anyway! She's the smoothest thief in the business! ".